# Super Double Dragon
Super Double Dragon, conhecido no Japão como Return of Double Dragon (リターン・オブ・双截龍, Ritān Obu Daburu Doragon) (リターン・オブ・双截龍, Ritān Obu Daburu Doragon?) é um jogo de rolamento lateral beat-'em-up , lançado para o Super NES em 1992. Ele foi publicado pela Technōs Japão no Japão e pela Tradewest na América do Norte e a região PAL. Super Double Dragon é o quarto episódio de Double Dragon, depois de Double Dragon III: As Pedras Sagradas para o NES. O jogo não tem uma versão arcade. O lançamento foi feito especificamente para o mercado doméstico.

## Jogabilidade
Como com os episódios anteriores da série, o jogador assume o controle dos lutadores Billy e Jimmy em sua luta contra a gangue Shadow Warriors. O objetivo é derrotar todos os inimigos, incluindo um chefe. O jogo consiste em sete etapas, que incluem um casino, um aeroporto, uma academia de artes marciais, uma luta em cima de um caminhão em movimento, uma favela, uma floresta, e o esconderijo do chefe.
Além de soco, chute, e botões de salto, o jogador agora tem um botão de guarda para o bloqueio de ataques. Se o jogador apertar o botão de guarda, não só pode defender-se contra um inimigo, eles também podem segurar certos inimigos, deixando-o vulnerável a ataques sucessivos. Há também um "Dragão de Energia" sob o medidor de vida, que o jogador pode preencher segurando L ou R. Quando o medidor está a encher, o jogador pode executar ataques especiais que variam dependendo da quantidade de energia que o jogador tem acumulado, que inclui uma voadora. Se o medidor de energia está completamente cheio, o jogador vai ganhar uma força extra para um período de tempo limitado.
Super Double Dragon é um dos poucos jogos da série, onde os protagonistas Billy e Jimmy Lee eram diferenciados, não apenas em diferentes estilos de cabelo, mas também em suas habilidades de combate. Particularmente, os dois personagens têm diferentes socos (na versão Japonesa, Jimmy's roundhouse kick também é diferente).

## Personagens
- Billy Lee (ビリー・リー, Birī Rī) (ビリー・リー, Birī Rī?) - Jogador 1 - um mestre em Southern Sōsetsuken (南派双截拳, Nanha Sōsetsuken), especializado em agilidade e flexibilidade. Billy mantém seu desenho do NES (cabelo vermelho e roupa azul).

- Jimmy Lee (ジミー・リー, Jimī Rī) (ジミー・リー, Jimī Rī?)　- Jogador 2 - Um mestre de Northern Sōsetsuken (北派双截拳, Hokuha Sōsetsuken), que prioriza força. Jimmy agora tem um topete loiro para distinguí-lo de Billy (nos anteriores, Jimmy só era diferenciado nos vídeos de na caixa).

- Williams (ウィリアムス, U~iriamusu) (ウィリアムス, U~iriamusu?) e Roper (ローパー, Rōpā) (ローパー, Rōpā?) - São os dois inimigos mais comuns do jogo. Williams tem um cabelo loiro selvagem e veste uma blusa amarela e calça camuflada, enquanto Roper tem cabelo preto com bandana e roupa inteira branca. Às vezes eles vem armados com todos os tipos de armas.

- Baker (ベイカー, Beikā) (ベイカー, Beikā?) - Outro inimigo comum que vem sempre armado com os gêmeos dao blades.

- Jeff (ジェフ, Jefu) (ジェフ, Jefu?) - Um sub-chefe comum que aparece no começo das fases. Ele troca de cor com Billy Lee com uma pele mais escura e roupa verde, e portanto tem as mesmas técnicas (incluindo o hurricane kick).

- Steve (スティーブ, Sutību) (スティーブ, Sutību?) - O chefe da fase 1. É especializado em chutes. Reaparece como um sub-chefenos estágios seguintes.

- Jackson (ジャクソン, Jakuson) (ジャクソン, Jakuson?) - O chefe da fase 2. Um ex campeão de peso pesado do boxe. Reaparece como um sub-chefe nas fases seguintes.

- Chen Ron-Fu (チェン・ロン・フー, Chen Ron Fū) (チェン・ロン・フー, Chen Ron Fū?) e Chen Ron-Pyo (チェン・ロン・ピョウ, Chen Ron Pyou) (チェン・ロン・ピョウ, Chen Ron Pyou?) - Chefes da fase 3. Gêmeos que fazem musculação em Chinatown. Eles tem a habilidade de agarrar o jogador. Ron-Fu (de amarelo) sabe chutar, enquanto Ron-Pyo (de vermelho) soca.

- McGwire (マックガイア, Makkugaia) (マックガイア, Makkugaia?) - Chefe da fase 5. Um palhaço gordo que pode bloquear ataques com sua barriga.

- Carlem (カーレム, Kāremu) (カーレム, Kāremu?) - Chefe da fase 6. O porteiro gigante do esconderijo dos inimigos. Seu golpe é um chute médio chamado pelos seus amigos de "a perna da morte."

- Duke (デューク, De~yūku) (デューク, De~yūku?) - O chefe final que usa um estilo de artes marciais espalhafatoso.

## Desenvolvimento
Muneki Ebinuma, que trabalhou como o designer chefe do jogo, publicou um comentário sobre a sua participação no desenvolvimento do jogo em 2004, onde ele detalhou seus planos originais para o jogo que eram totalmente impossíveis devido às restrições de tempo. O jogo devia ter cortes de cenas antes de batalhas e entre as fases, bem como uma completa sequência final, em contraste com a ausência de enredo jogo na versão comercial (onde nenhuma explicação é dada para a razão de Billy e Jimmy Lee estarem lutando contra o inimigo). O enredo teria Billy e Jimmy Lee investigando uma organização criminosa conhecida como Shadow Warriors e depois face a face com o seu líder Duke, que era um amigo de infância dos irmãos Lee. A personagem Mariana ia aparecer no jogo como um policial que ajuda os irmãos Lee. Enquanto Mariana é ainda mencionada no manual de instruções e embalagem, ela, na verdade, nunca aparece na versão comercial do jogo. Além das cut-scenes, alguns dos estágios deveriam ter mais armadilhas e obstáculos, e um chefe adicional depois de derrotar o Duke.
A versão em Japonês, o Retorno de Double Dragon (Return of Double Dragon), apresenta várias diferenças significativas em relação à americana: o tema título e a maioria das músicas de fundo viraram aleatórias (na Missão 1 o tema da versão Americana é tocado durante a Missão 4 na versão Japonesa) e o jogador pode executar determinadas ações que não pode na versão americana (como recuperar um boomerang e depois jogá-la ou bater um adversário mais de uma vez, sucessivamente, com o hurricane kick). O inimigo também é diferente em ambas as versões e armas, como facas e bombas incendiárias causam menos danos no japonês. A Missão Final também apresenta dois níveis adicionais antes da batalha final. Há uma opção na versão japonesa, que permite que os jogadores ajustem o nível de dificuldade do jogo, bem como ouvir a música do jogo e efeitos sonoros.

## Recepção
A AllGame deu a Super Double Dragon uma avaliação de 2.5 de um máximo de 5 estrelas.